# 高大傣族彝族乡
高大傣族彝族乡是中华人民共和国云南省玉溪市通海县下辖的一个民族乡。

## 行政区划
高大傣族彝族乡下辖以下村级行政区划单位：
高大社区、观音村、五街村、普丛村、代办村和路南村。

## 中国传统村落
2013年8月，高大社区克呆村被评为第二批中国传统村落。